# تومي بامفورد
تومي بامفورد (بالإنجليزية: Tommy Bamford)‏ (2 نوفمبر 1905 في المملكة المتحدة - 12 ديسمبر 1967 في المملكة المتحدة) هو مدرب كرة قدم ولاعب كرة قدم بريطاني (وحمل سابقاً جنسية المملكة المتحدة لبريطانيا العظمى وأيرلندا) في مركز الهجوم. شارك مع منتخب ويلز لكرة القدم. أما مع النوادي، فقد لعب مع سوانزي سيتي ومانشستر يونايتد ونادي ريكسهام.

## وصلات خارجية
- تومي بامفورد على موقع قاعدة بيانات كرة القدم.إي يو (الإنجليزية)
- تومي بامفورد على موقع ناشيونال فوتبول تيمز (الإنجليزية)